# Bent Egsmark Christensen
Bent Egsmark Christensen (2 febbraio 1963) è un allenatore di calcio, ex calciatore ed ex giocatore di calcio a 5 danese.

## Carriera

### Calciatore
Come calciatore ha militato lungamente nel Lyngby BK ed ha collezionato quattro presenze nella nazionale maggiore. Con la nazionale di calcio a 5 ha disputato il FIFA Futsal World Championship 1989 in cui la selezione danese è stata eliminata nel girone del primo turno comprendente Paesi Bassi, Paraguay e Algeria.

### Allenatore
Ha poi intrapreso la carriera di allenatore allenando lo stesso Lyngby dal 2003 al 2005.